# Wamos Air

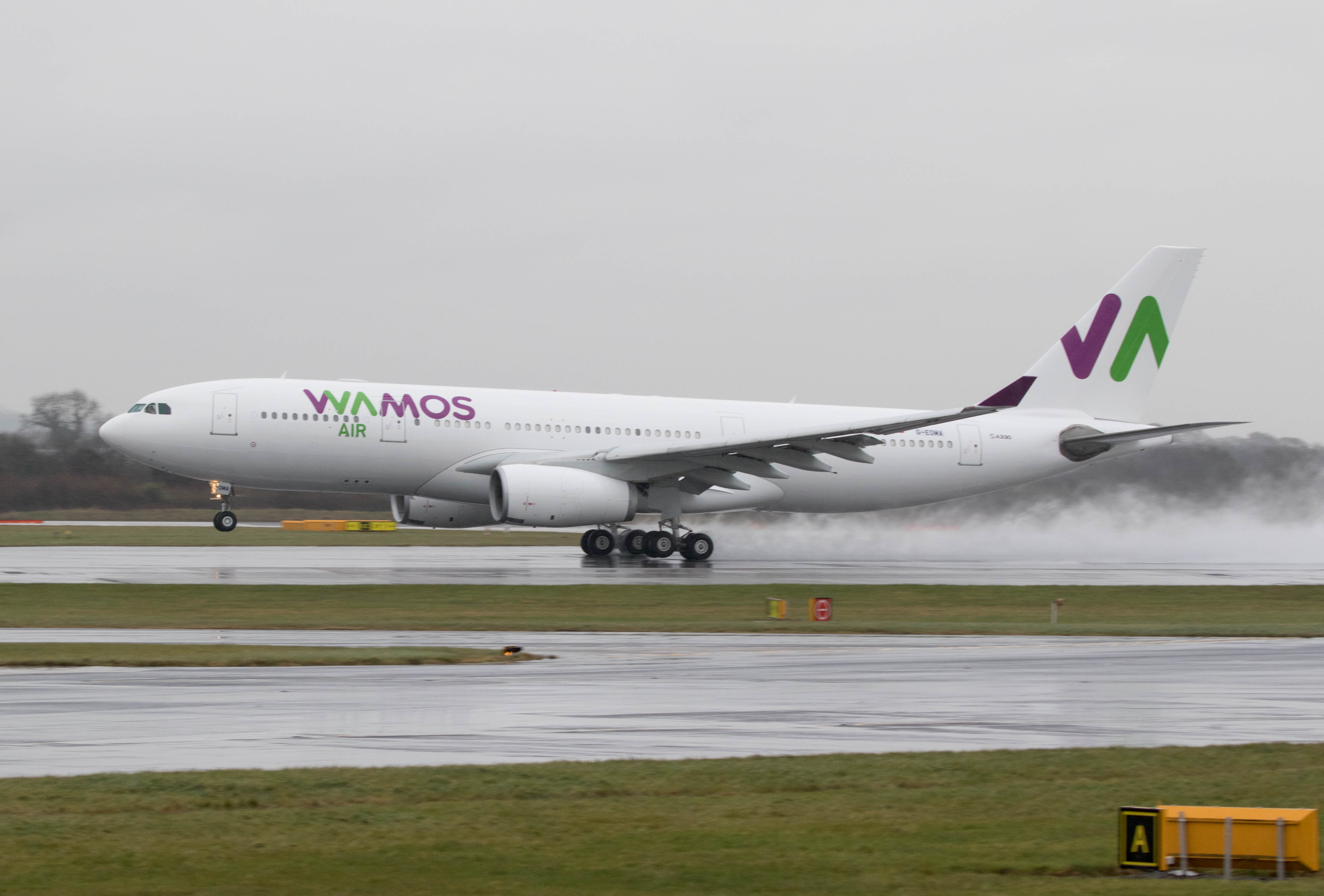
Wamos Air A330-200

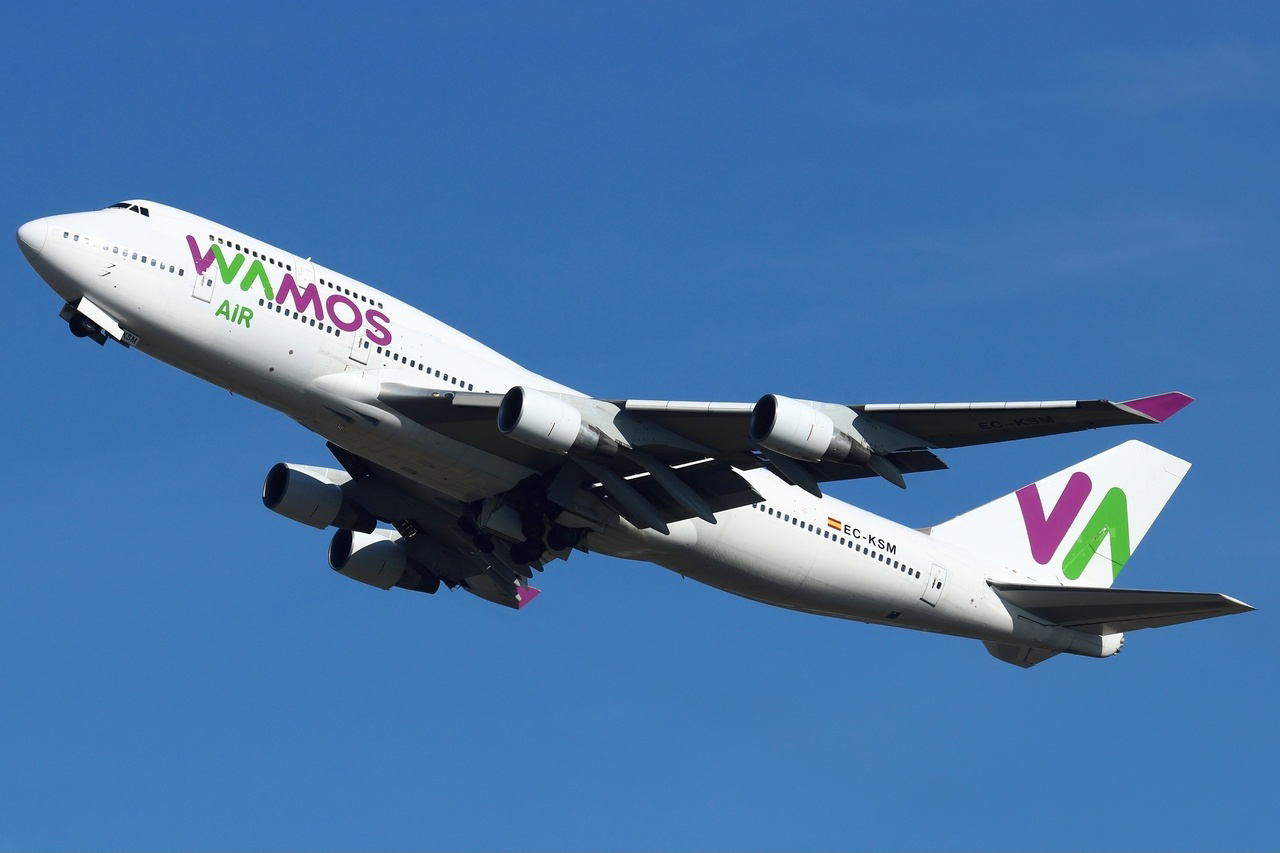
Wamos Air Boeing 747-400

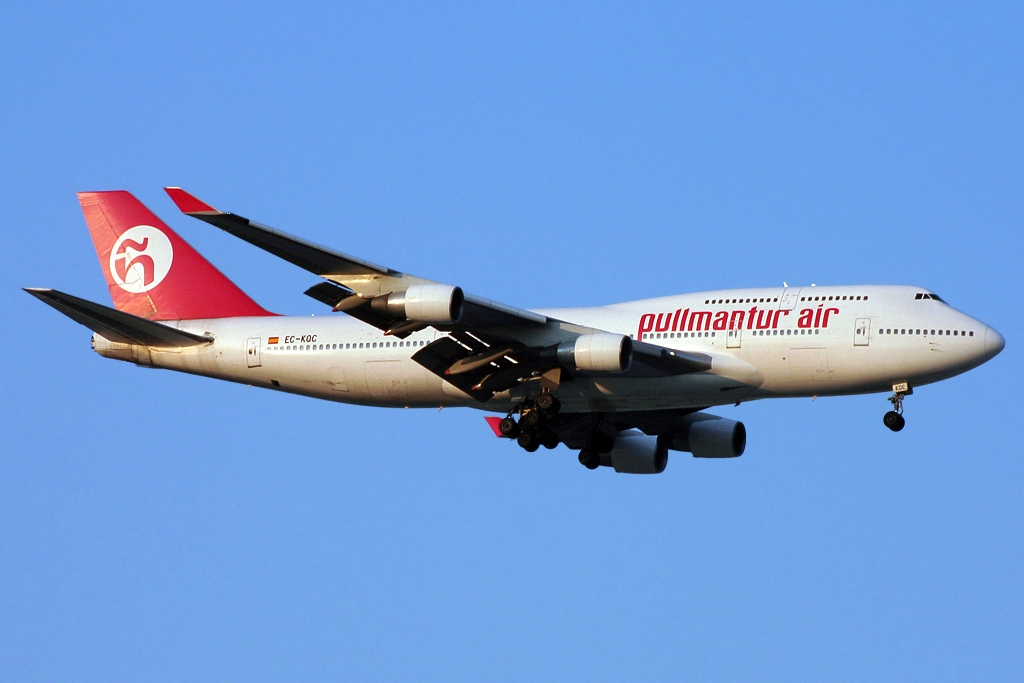
Pullmantur Air Boeing 747-400 v barvě 2003

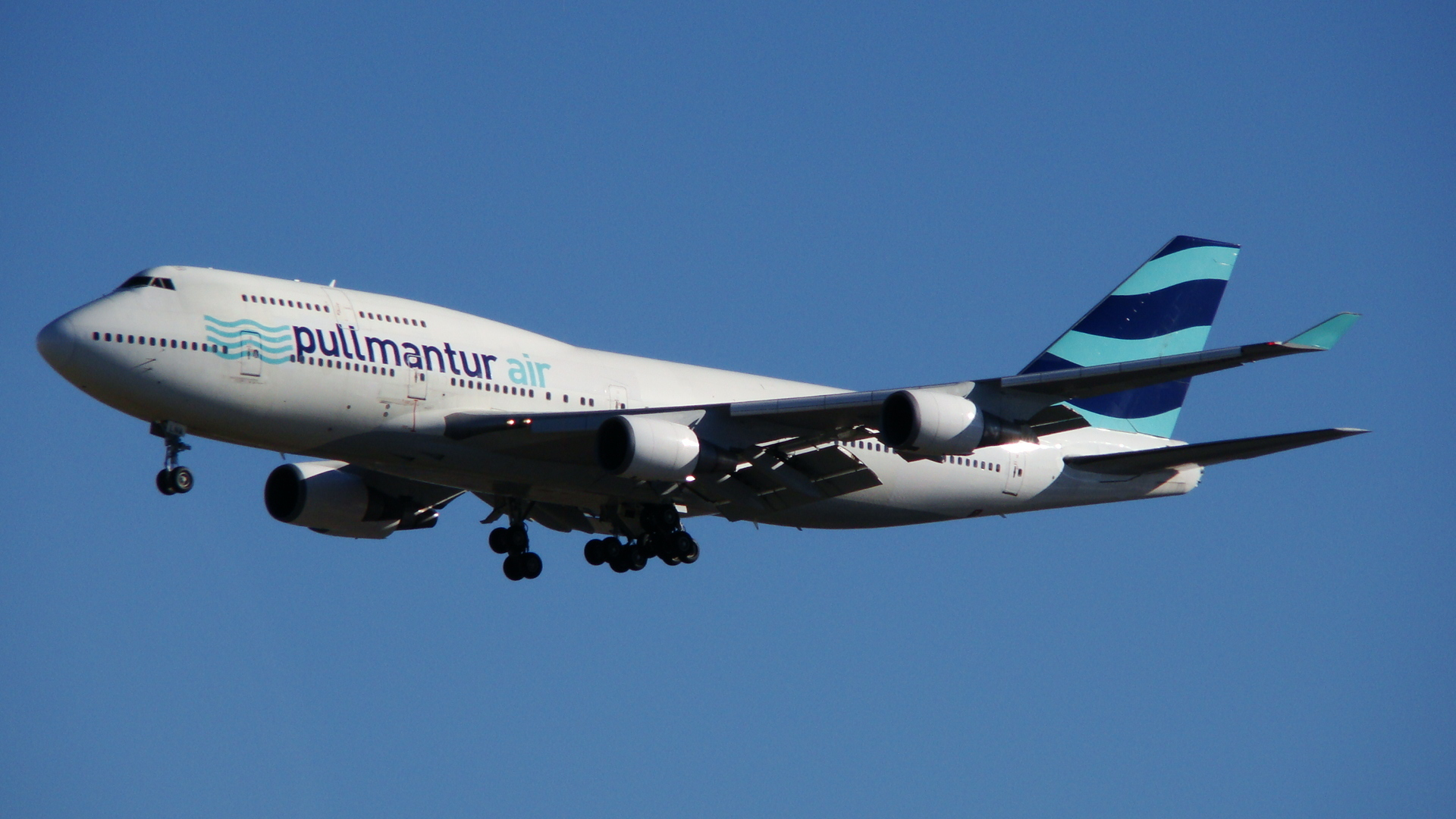
Pullmantur Air Boeing 747-400 v barvě 2013

Wamos Air, původně Pullmantur Air, je španělská letecká společnost se sídlem v Madridu. Většinou provozuje rekreační charterové lety, několik z nich jménem sesterské společnosti Pullmantur Cruises z její hlavní základny na letišti Adolfa Suáreze v Madridu–Barajas.

## Destinace

### Plánované destinace
V prosinci 2019 nabízí Wamos Air pravidelné lety pod svou vlastní značkou do následujících destinací:
| Země                   | Město      | Letiště                        | Poznámky       |
| ---------------------- | ---------- | ------------------------------ | -------------- |
| Kuba                   | Varadero   | Letiště Juana Gualberta Gómeze |                |
| Dominikánská republika | Punta Cana | Mezinárodní letiště Punta Cana |                |
| Mexiko                 | Cancún     | Mezinárodní letiště Cancún     |                |
| Španělsko              | Madrid     | Letiště Adolfa Suáreze         | Uzlové letiště |

V letech 2021 a 2022 Wamos Air začala používat letiště Tallinn jako letiště pro technické mezipřistání mezi nákladními trasami Asie a Severní Ameriky.

## Letadla
V prosinci 2020 má Wamos Air následující letadla:
| Lety pro cestující | Lety pro cestující | Lety pro cestující |
| Typ                | Počet              | Cestující          |
| ------------------ | ------------------ | ------------------ |
| Airbus A330-200    | 2                  | 280                |
| Airbus A330-200    | 1                  | 366                |
| Airbus A330-300    | 1                  | 375                |
| Nákladní lety      |                    |                    |
| Airbus A330-200    | 1                  | Náklad             |
| Airbus A330-300    | 2                  | Náklad             |
| Celkem             | 7                  |                    |

### Vysloužilá letadla
- Boeing 747-400[5]